# Valenzuela de Calatrava
Valenzuela de Calatrava es un municipio y localidad española de la provincia de Ciudad Real, en la comunidad autónoma de Castilla-La Mancha. El término municipal, ubicado en la comarca del Campo de Calatrava, tiene una población de 653 habitantes (INE 2024).

## Toponimia
Según la teoría, muy cuestionable, de Inocente Hervás y Buendía, el topónimo Valenzuela le habría sido dado a la localidad como diminutivo de Valencia por la buena calidad del suelo, ya que esta última está situada en una fértil huerta. En las Relaciones realizadas a instancias de Felipe II en 1575 se afirma que se la llamó Valencia de los Olores «respecto de los huertos que en él había y muchas arboledas». Según una tradición oral, más inverosímil, el topónimo está relacionado con el nombre de un coronel cuya viuda cedió estas tierras a sus pobladores con la condición de que le pusiesen a la villa el apellido de su esposo.
La localidad de denominó simplemente Valenzuela hasta el censo de 1910. Desde 1920 ha aparecido como Valenzuela de Calatrava, por su anterior pertenencia de dicha Orden, a fin de evitar confusión con el municipio cordobés de Valenzuela.

## Símbolos
El escudo de Valenzuela de Calatrava se creó en 1538 por privilegio de Carlos V, que la segregó de Almagro. Por ello se formó con el águila bicéfala imperial, y en el escudo, la cruz de Calatrava y el castillo que dio origen a la localidad, rodeado por el toisón de oro. En las Relaciones topográficas de 1575 se describen así:

[...] por lo alto dos cabezas de águilas con sus alas, y una cruz de Calatrava y un castillo, y el tusón, como lo tiene la villa de Almagro.

## Geografía
|                | Norte: Almagro     |                          |
| Oeste: Almagro |                    | Este: Almagro, Granátula |
|                | Sur: Aldea del Rey |                          |

### Hidrografía
Por el extremo sur del término de Valenzuela atraviesa, de este a oeste, el río Jabalón. Existe además una serie de arroyos y barrancos que llevan agua estacionalmente. Los recursos hídricos más notorios, no obstante, son los pozos y manantiales, especialmente los de «agua agria», es decir, agua gasificada. Esta se genera al mezclarse con el gas carbónico producido por las dinámicas eruptivas, generando los manantiales conocidos como «hervideros» dado el burbujear del agua. Incluso hoy en día, el agua potable de Valenzuela surge ligeramente gasificada, y es conocida en la comarca la fuente pública de «agua agria» de la plaza de la Constitución.

## Historia
Sus orígenes más remotos se sitúan en un pequeño castillo almorávide construido sobre el actual solar de la parroquia. A raíz de la Batalla de Las Navas de Tolosa (1212) el territorio es conquistado por los cristianos y entregado como señorío a la Orden de Calatrava. Por orden del 9.º Maestre, fray Gonzalo Núñez de Novoa, los derechos sobre Valenzuela pasan a la villa de Almagro, pese a ser esta de posterior fundación.
Durante toda la Edad Media Valenzuela pleiteó con el fin de conseguir su independencia de la cabeza de la Orden. El 18.ª Maestre, D. Juan Núñez de Prado, cedió a los vecinos del pueblo la Dehesa del Júcar de la Nava (1322) para que sus rebaños pudieran pastar, lo que contribuyó enormemente a su repoblación, convirtiéndose Valenzuela en una de las 130 encomiendas de la Orden (1331). Poco tiempo después las epidemias y el hambre disminuyeron notablemente su población, reduciéndose ésta a 13 vecinos en 1507 por lo que la Chancillería de Granada condenó a Valenzuela a ser de nuevo aldea de Almagro.
La tan ansiada libertad no llegará hasta 1538, cuando Valenzuela recupere la categoría de “villa de por sí con jurisdicción alta y baja, y mero, y mixto imperio como antes solía”. Pero no de forma gratuita sino mediante pago de 2.000 ducados de la villa a la Real Hacienda, necesarios para las guerras que Carlos I llevaba a cabo en Europa y el Mediterráneo. Como muestra de gratitud el Concejo adoptó como armas propias el águila bicéfala del emperador, junto a la Cruz de Calatrava (a cuyo señorío perteneció), el castillo (a cuya sombra se cobijaron los primeros pobladores) y el toisón de oro de la ciudad de Almagro.

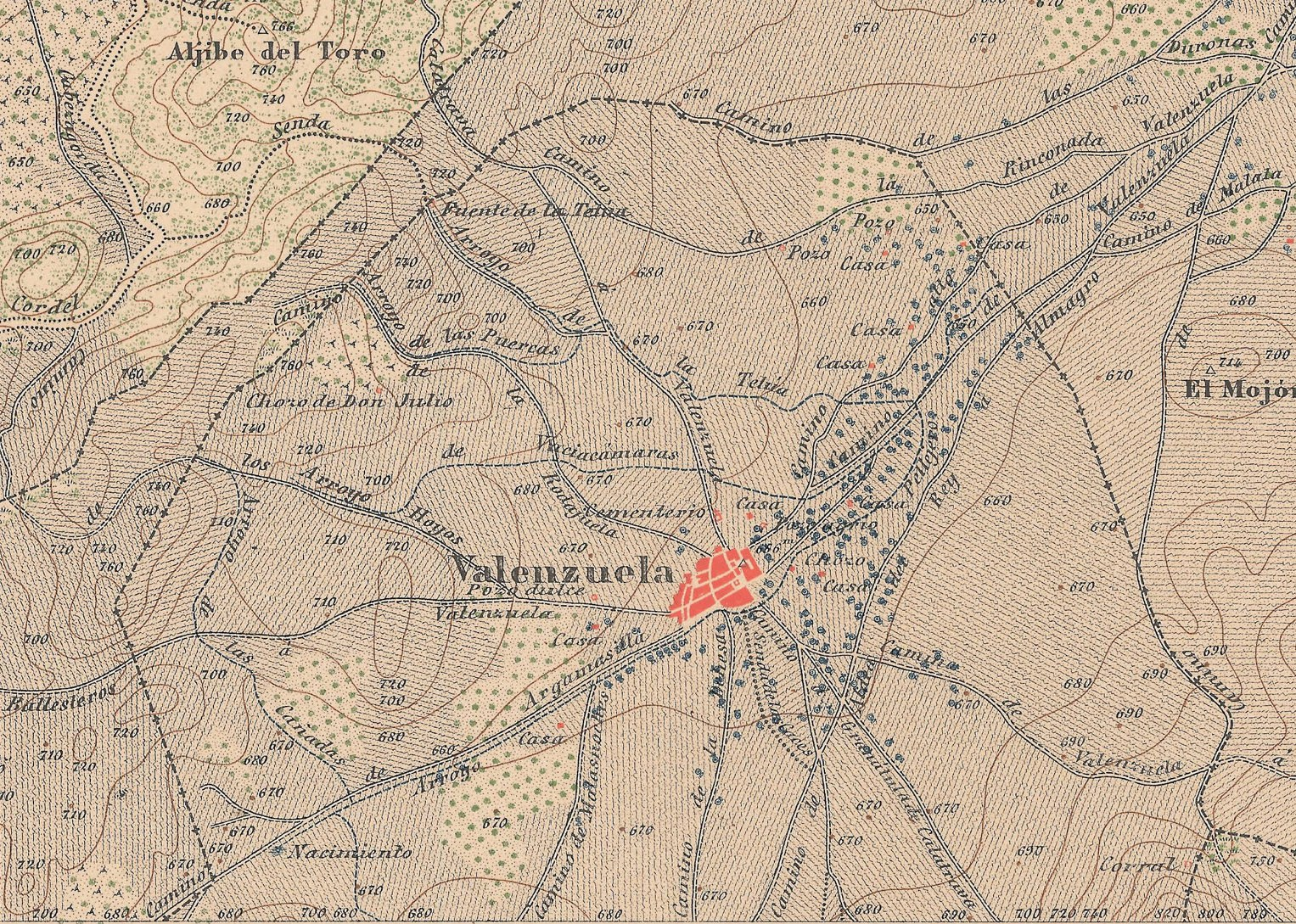
Detalle de un mapa topográfico de 1888 en el que aparece la parte norte del municipio de Valenzuela.

Plano callejero de Valenzuela de Calatrava.

Sin embargo poco tiempo conservó Valenzuela su libertad. En 1554 la princesa Doña Juana, acogiéndose a las autorizaciones pontificias para enajenar y vender bienes y vasallos de las Órdenes Militares, vende la villa, su término y su jurisdicción a Diego Alfonso de Madrid, regidor de la ciudad de Almagro, que se convierte así en Señor de Valenzuela previo pago de 10.164.068 maravedíes. Descendientes de este primer Señor serán los Zúñiga, que ascenderán a la hidalguía y gobernaran la villa durante el siglo XVII, y posteriormente los Osorio que en 1773 conseguirán el Marquesado de Torremejía como pago a sus servicios de armas en Italia, y gozaran de prerrogativas y derechos aún después de suprimido el señorío en el siglo XIX.
En 1682 obtuvo una rebaja impositiva a los pecheros por haber quedado reducidos a 42 sus 100 vecinos. El monje jerónimo Juan de Valenzuela, natural de este pueblo, escribió hacia 1760 que "fray Raimundo de Fiteri la pobló con sus navarros o riojanos" y que su habitación por entonces no llegaba a los doscientos vecinos, "habiendo sido la causa de su desolación la peste que hubo en ella el año de 1506, que la dejó despoblada, y los continuos pleitos que desde el año de 1660 ha tenido [...] que por ellos muchas familias la abandonaron, y no las de menos lustre".
En el Diccionario geográfico-estadístico-histórico de España y sus posesiones de Ultramar (1845-1850) de Pascual Madoz aparece la siguiente descripción:

V[illa] con ayunt[amiento] [...]; Sit[uada] en una vega; [...] tiene 205 casas; la de ayunt[amiento]; cárcel, escuela [...] á la que asisten 53 niños; igl[esia] parr[oquial] (San Bartolomé) [...], y en los afueras al SO. una ermita (Sto. Cristo de la Clemencia); se surte de aguas potables en 2 fuentes en las inmediaciones, una agria y otra dulce [...] el térm[ino] [...] comprende un cas[erío] llamado Valdeparaiso, una mina abundante de hormigón, y tierras labrantias; le bañan el r. Jabalon de E. á O., el arroyo Pellejero en dirección inversa, y un barranco con el agua sulfúrea, que goza de la misma propiedad que las famosas de la Fuen-Santa, y sirve de baño, aunque incómodo; en la vega donde está el pueblo hay muchos pozos de aguas acídulas para su riego. [...] Prod[ucción]: trigo, cebada, centeno, aceite, legumbres y verduras; se mantiene ganado lanar, y se cria caza menuda. Ind[ustria]: elaboración de blondas por las mujeres, con dependencia de la fáb[rica] de Almagro; 2 molinos de aceite. Pobl[ación]: 248 vec[inos], 1,240 alm[as].
Diccionario de Madoz

Hasta la reforma de la nomenclatura municipal de 1916 el municipio se llamaba simplemente Valenzuela. En dicha fecha su nombre fue modificado por el de Valenzuela de Calatrava.

## Demografía
Valenzuela de Calatrava cuenta con una población de 653 habitantes (INE 2024).
| Gráfica de evolución demográfica de Valenzuela de Calatrava entre 1842 y 2021 |
| |
| Población de derecho según los censos de población del INE Población de hecho según los censos de población del INEEn estos censos se denominaba Valenzuela: 1842, 1857, 1860, 1877, 1887, 1897, 1900 y 1910 |

La población de Valenzuela de Calatrava, que experimentó un fuerte descenso en la primera mitad del siglo XX, ha ido descendiendo de manera continuada hasta la primera década del siglo XXI. 
| Evolución demográfica de Valenzuela de Calatrava | Evolución demográfica de Valenzuela de Calatrava | Evolución demográfica de Valenzuela de Calatrava | Evolución demográfica de Valenzuela de Calatrava | Evolución demográfica de Valenzuela de Calatrava | Evolución demográfica de Valenzuela de Calatrava | Evolución demográfica de Valenzuela de Calatrava | Evolución demográfica de Valenzuela de Calatrava | Evolución demográfica de Valenzuela de Calatrava | Evolución demográfica de Valenzuela de Calatrava | Evolución demográfica de Valenzuela de Calatrava | Evolución demográfica de Valenzuela de Calatrava | Evolución demográfica de Valenzuela de Calatrava | Evolución demográfica de Valenzuela de Calatrava | Evolución demográfica de Valenzuela de Calatrava | Evolución demográfica de Valenzuela de Calatrava | Evolución demográfica de Valenzuela de Calatrava | Evolución demográfica de Valenzuela de Calatrava | Evolución demográfica de Valenzuela de Calatrava | Evolución demográfica de Valenzuela de Calatrava | Evolución demográfica de Valenzuela de Calatrava | Evolución demográfica de Valenzuela de Calatrava |
|                                                  | 1842                                             | 1849                                             | 1857                                             | 1860                                             | 1877                                             | 1887                                             | 1897                                             | 1900                                             | 1910                                             | 1920                                             | 1930                                             | 1940                                             | 1950                                             | 1960                                             | 1970                                             | 1981                                             | 1991                                             | 2001                                             | 2011                                             | 2013                                             | 2015                                             |
| ------------------------------------------------ | ------------------------------------------------ | ------------------------------------------------ | ------------------------------------------------ | ------------------------------------------------ | ------------------------------------------------ | ------------------------------------------------ | ------------------------------------------------ | ------------------------------------------------ | ------------------------------------------------ | ------------------------------------------------ | ------------------------------------------------ | ------------------------------------------------ | ------------------------------------------------ | ------------------------------------------------ | ------------------------------------------------ | ------------------------------------------------ | ------------------------------------------------ | ------------------------------------------------ | ------------------------------------------------ | ------------------------------------------------ | ------------------------------------------------ |
| Población                                        | 1498                                             | 1240                                             | 1169                                             | 1151                                             | 1215                                             | 1166                                             | 1280                                             | 1319                                             | 1514                                             | 1683                                             | 1776                                             | 1892                                             | 1856                                             | 1653                                             | 1315                                             | 1938                                             | 806                                              | 830                                              | 953                                              | 719                                              | 706                                              |

## Economía
La principal actividad económica del municipio es el sector servicios, que ocupa casi a la mitad de los trabajadores (47,1%). Le siguen la construcción (34,2%), la agricultura (12,8%) y la industria (5,9%). La mitad (49,39%) de la superficie agrícola está dedicada a herbáceos, el 28,32% a leñosos, el 15,86% a pastos, y el 2,49 a especies forestales. El 80% de los establecimientos de servicios se dedican al comercio al por menor.

## Patrimonio

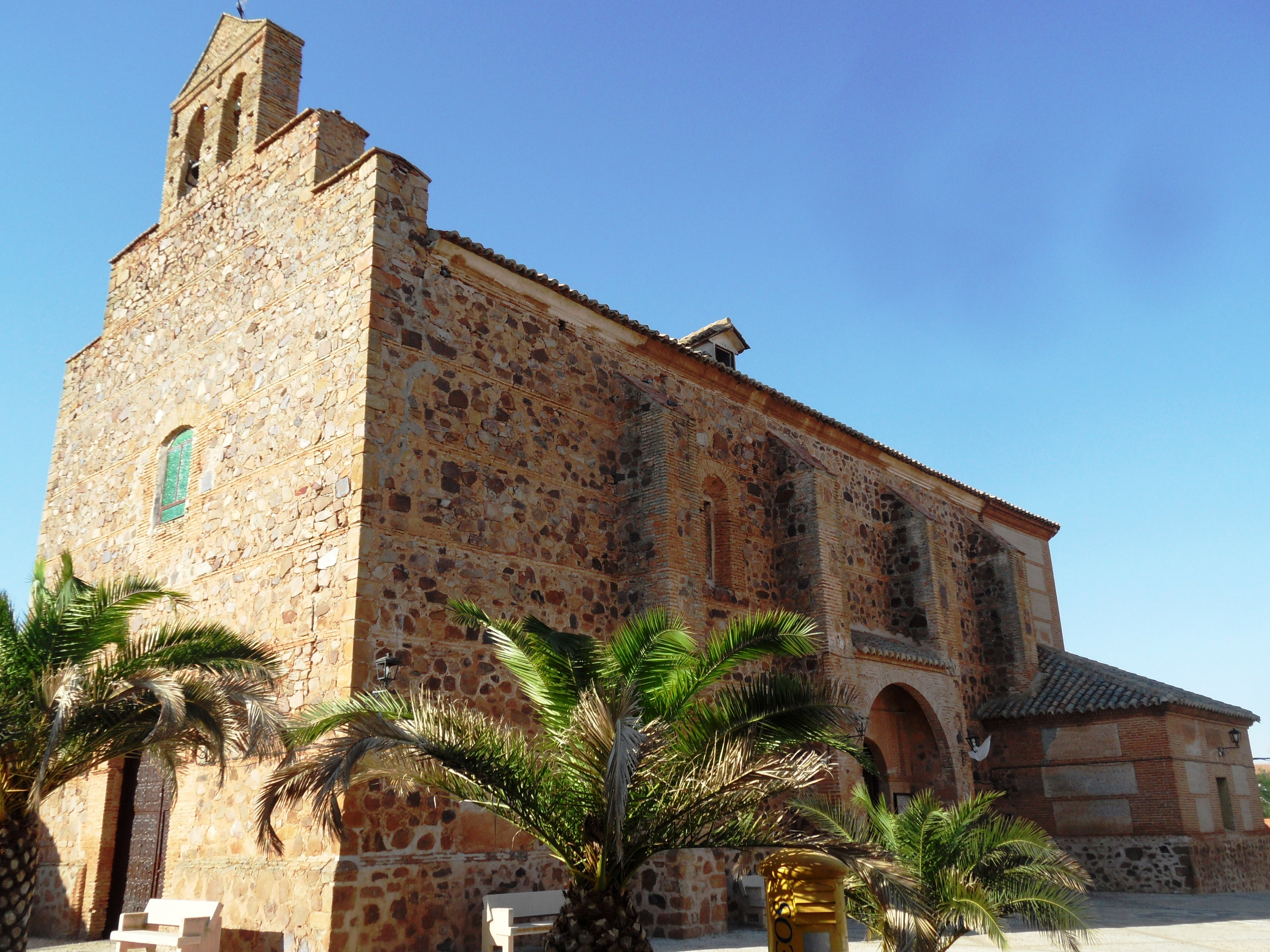
Iglesia de San Bartolomé.

- Iglesia parroquial de San Bartolomé: data de 1560, construida sobre el solar del antiguo castillo árabe, y con materiales reutilizados (se pueden contemplar cruces visigodas en sus muros). Consta de una única nave a la que está adosada una capilla dedicada a la patrona, la Virgen del Rosario (construida en 1901); carece de torre y se encuentra rematada por una espadaña donde se encuentra el campanario. El interior cuenta con una remodelación neoclásica del siglo XVIII. El retablo del altar mayor es de madera policromada y coronado por un escudo con los apellidos ilustres de los marqueses (Mejía, Osorio, Zúñiga y Narváez), protectores de la parroquia. En una pequeña hornacina se conserva la talla de una virgen gótica, la más antigua de la localidad, probablemente Nuestra Señora de la Nava.
- Ermita del Santo Cristo de la Clemencia: de finales del siglo XVII, de estilo desornamentado. Su nave principal es cuadrangular, cubierta con falsa bóveda de cañón sustentada por pilastras adosadas al muro. En la pechina de la cúpula hay cuatro escudos policromados que representan a los cuatro evangelistas y en la cabecera el altar mayor con la imagen del Santo Cristo. Existe una segunda nave construida con posterioridad y que dota a la iglesia de una planta de cruz latina, también cabe destacar la torre del campanario del santuario y sus dos campanas de bronce del siglo XIX.